# Hayashi Gahō
Hayashi Gahō est un nom japonais traditionnel ; le nom de famille (ou le nom d'école), Hayashi, précède donc le prénom (ou le nom d'artiste).
Hayashi Gahō (林 鵞峰), aussi connu sous le nom de Hayashi Shunsai, né le 21 juillet 1618 à Kyoto au Japon et mort à l'âge de 69 ans le 1er juin 1688 à Edo, est un lettré néo-confucéen, enseignant et administrateur du système des hautes études du shogunat Tokugawa durant l'époque d'Edo. Il fait partie des lettrés confucéens du clan Hayashi.
Suivant les traces de son père, Hayashi Razan, Gahō (anciennement Harukatsu) dévoue sa vie à l'expression et à la diffusion de la doctrine néo-confucéenne officielle du shogunat. Comme son distingué père, l'enseignement et les ouvrages de Gahō mettent l'accent sur les vertus et l'ordre du Néo-Confucianisme.

## Académicien
Gahō devient le recteur non officiel de ce qui deviendra l'académie confucéenne d'Edo, le Shōhei-kō (plus tard renommé en Yushima Seidō). Cette institution est le sommet du système d'enseignement et de formation du shogunat. Le titre héréditaire de Gahō est Daigaku-no-kami (« Dieu des études ») ce qui désigne le chef de l'éducation nationale.
Pressé par la renommée de son père, Gahō travaille à la réalisation d'une chronique des empereurs japonais compilée en conformité avec les principes de son père.  C'est ainsi que les sept volumes du Nihon ōdai ichiran sont achevés en 1650. Gahō lui-même est alors reconnu comme un auteur remarquable mais ce sont surtout les liens du puissant Shōhei-kō et de la famille Hayashi avec le monde de l'édition qui sont en partie responsable de la grande popularité de l'œuvre au XVIIIe siècle et XIXe siècle. Comme basé sur des documents historiques, les lecteurs contemporains peuvent y trouver une utilité suffisante.
La narration du Nihon ōdai ichiran s'arrête aux alentours de 1600, sûrement par respect pour la sensibilité du régime Tokugawa. Gahō déclare modestement que « pour un livre prévu pour les yeux du shogun, il m'incombe d'être circonspect ». L'ouvrage est publié au milieu du XVIIe siècle et est réédité en 1803, « peut-être parce qu'il était une œuvre de référence nécessaire pour les fonctionnaires ».
Gahō devient plus tard le successeur de son père comme conseiller du shogun. Il est, durant toute sa vie, le lettré en chef du régime Tokugawa.  Après la mort de Razan, Gahō termine l'œuvre commencée par son père, tels que des manuels d'histoire. En 1665, Gahō publie une anthologie de poèmes historiques (Honchō Ichinin Isshū). En 1670, La réputation d'érudit de la famille Hayashi est mise à mal lorsque Gahō publie les 310 volumes de L'histoire compréhensive du japon (本朝通鑑, Honchō-tsugan).
Avec son frère, Hayashi Dokkōsai (anciennement Morikatsu), Gahō compile, monte et publie une sélection de plusieurs travaux de son père :
- Hayashi Razan bunshū (« Les œuvres collectées de Hayashi Razan »), réédité en 1918.
- Razan Sensei Isshū (« Poèmes de maître Razan »), réédité en 1921.

Le fils de Gahō, Hayashi Hōkō (anciennement Nobuatsu), hérite de la fonction de chef du Shōhei-kō (ou Yushima Seidō), ainsi que du titre de Daigaku-no kami et ses descendants perpétuent la tradition de la famille.
En janvier 1858, Hayashi Akira, le descendant du clan, mène la délégation du shogunat pour demander conseil à l'empereur sur la façon de traiter avec les nouvelles puissance occidentales. C'est la première fois que l'avis de l'empereur est demandé depuis l'établissement du shogunat en 1603. La conséquence la plus flagrante de cette évolution est le nombre sans cesse en augmentation de messagers faisant le trajet entre Tokyo et Kyoto et vice-versa pendant la décennie 1860. Ce n'est pas sans ironie le fait que ce lettré/bureaucrate du XIXe siècle mène lui-même la transition du changement politique - agissant sans doute « selon le livre » avec des théories bien établies comme seuls guides.

## Liste partielle d'ouvrages réalisés
- Kan'ei shoka keizu-den (avec Hayashi Razan), une généalogie de familles guerrières[1].
- Honchō tsugan (avec Haayshi Razan),  une histoire du Japon[1].
- Kokushi jitsuroki[1].
- Nihon Ōdai ichiran[1].
- Kan'ei keizu (1643)[1].